# Yaroslava Pavlovich
Yaroslava Pavlovich est une rameuse biélorusse née le 2 novembre 1969 à Pinsk.

## Biographie
Elle dispute les épreuves d'aviron aux Jeux olympiques d'été de 1996 à Atlanta où elle remporte une médaille de bronze en huit.

## Palmarès

### Jeux olympiques
- Jeux olympiques d'été de 1996 à Atlanta
  -  Médaille de bronze en huit[1]